# 11 Brygada Artylerii Przeciwpancernej

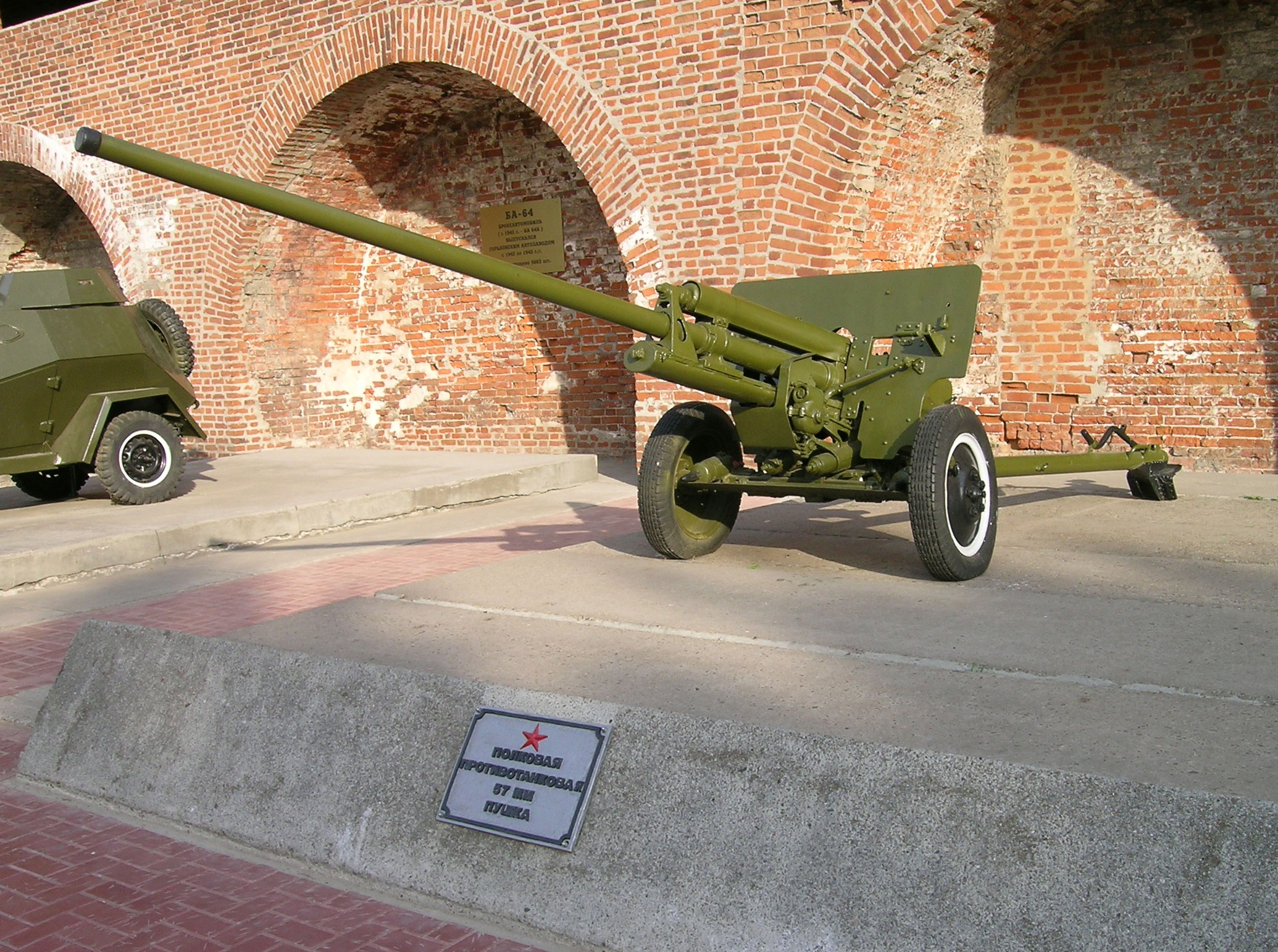
Armata przeciwpancerna ZIS-2

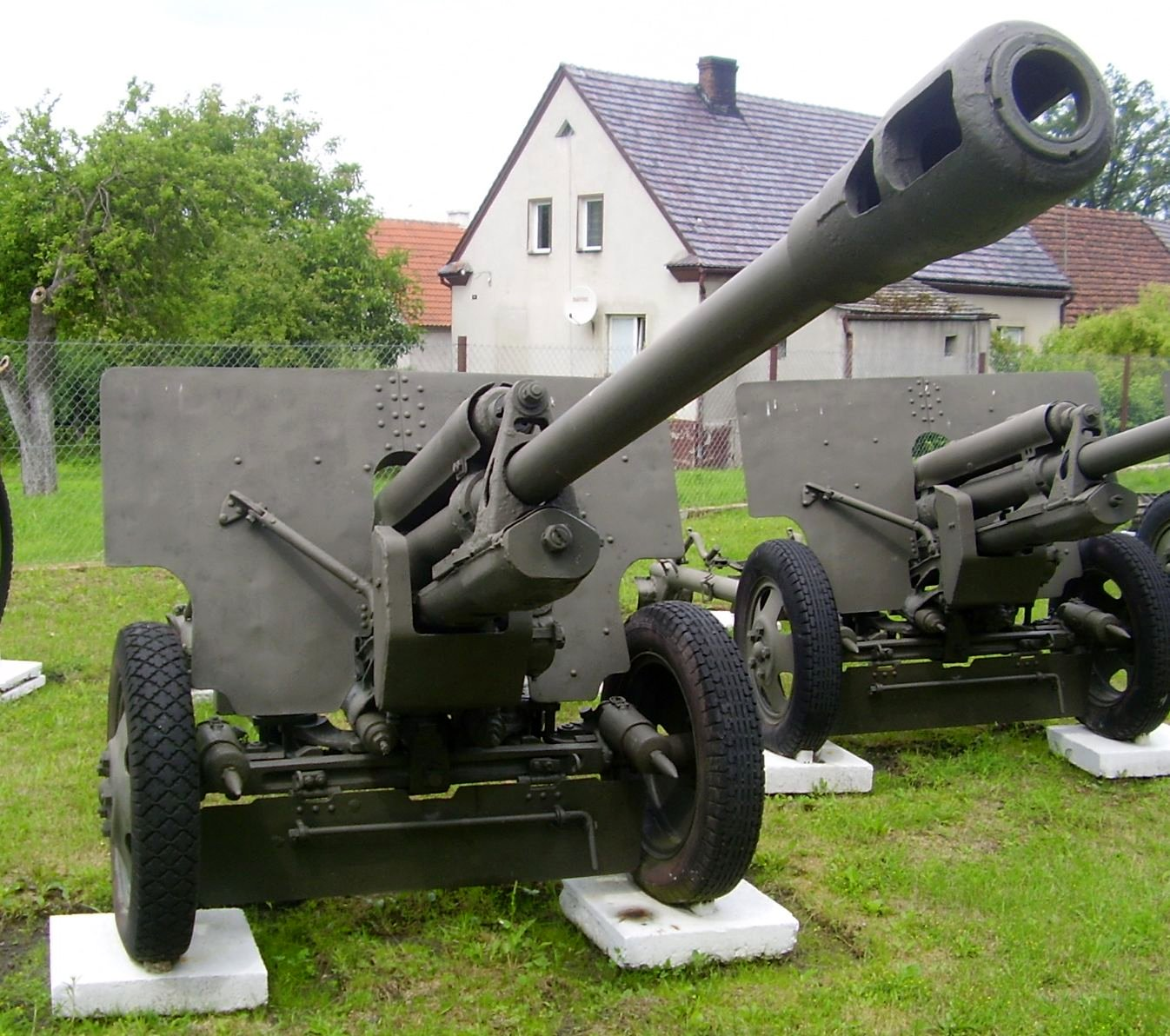
Armata dywizyjna ZIS-3

11 Brygada Artylerii Przeciwpancernej – jednostka artylerii ludowego Wojska Polskiego.

## Formowanie i zmiany organizacyjne
Sformowana jesienią 1944 w rejonie Krasnegostawu jako jednostkę 2 Armii WP. Do armii przybyła po zakończeniu działań wojennych. Po wojnie rozmieszczono ją w Grodzisku Mazowieckim, gdzie w lipcu 1945 została rozformowana, a jej sprzęt i żołnierzy wykorzystano do skompletowania nowo tworzonych pułków artylerii lekkiej dla 16. i 17 DP.

## Struktura organizacyjna
Dowództwo
- dowódca - płk Waczajew
- szef sztabu - ppłk Głuchowski

Oddziały i pododdziały
- 29 pułk artylerii przeciwpancernej
- 30 pułk artylerii przeciwpancernej
- 31 pułk artylerii przeciwpancernej[5]
  - sześć baterii przeciwpancernych
    - dwa plutony ogniowe
- bateria dowodzenia
- park artyleryjski
- kwatermistrzostwo

Etat przewidywał 1439 żołnierzy

## Uzbrojenie zasadnicze
- 24 – 76 mm armaty dywizyjne wz. 1942 (ZiS-3)
- 48 – 57 mm armaty przeciwpancerne wz. 1943 (ZiS-2)